# Línea L11 (Montevideo)
La línea L11 unía la Plaza Colón con Melilla. A fines del año 2012 al inaugurarse la Terminal Colón esta línea fue sustituida por la línea G11 que parte de la Terminal Colón a Melilla. La ida era Melilla y la vuelta Plaza Colón.

## Recorridos
Ida
- Plaza Colón
- Av. Garzón
- Av. Lezica
- Peabody
- Cno. Melilla
- Cno. De La Redención
- Cno. F. Azarola
- Cno. Melilla
- hasta Cno. Félix Buxareo

continúa sin espera...

continúa sin espera por...
Vuelta
- ...Cno. Félix Buxareo
- Cno. De La Redención
- Cno. Melilla
- Peabody
- Av. Lezica
- Av. Gral. Garzón
- Plaza Colón

## Barrios Servidos
El L11 pasa por los barrios: Colón, Lezica, Melilla.